# Дон Боал
Дон Боал (англ. Don Boal, 20 вересня 1907 — 31 липня 1953) — канадський академічний веслувальник.
Бронзовий призер Олімпійських Ігор 1932 року в складі вісімки.
Бронзовий призер Ігор Співдружності 1930 року в складі вісімки.